# Chaetomorpha melagonium
Espèce
Chaetomorpha melagonium est une espèce d'algues vertes de la famille des Cladophoraceae. 

## Aspect
Cette algue se présente sous forme de filaments de couleur vert sombre. Ces filaments, isolés ou disposés en petits groupe, peuvent mesurer jusqu'à 20 cm de longueur.
Très ressemblante à Chaetomorpha aerea, les différences ne sont visibles qu'au niveau microscopique ; mais Chaetomorpha aerea est un peu moins sombre, moins raide, et ses filaments sont en moyenne deux fois moins épais.

## Répartition et habitat
Chaetomorpha melagonium pousse dans l'étage infralittoral, généralement dans les zones agitées battues par les vagues. Elle pousse très souvent en compagnie d'algues rouges, notamment celles du genre Phymatolithon.

## Systématique

### Étymologie
Le terme "chaetomorpha" signifie, en grec ancien, "en forme de poil raide". Le terme "melagonium" vient aussi du grec ancien et signifie "sombre et anguleux".